# Соллогуб, Юрий Андреевич
Юрий Андреевич Соллогуб (? — 1514) — наместник и воевода Смоленский, на службе в Великом княжестве литовском.
Средний сын родоначальника шляхетского рода Соллогуб — Андрея Соллогуба, вотчинника имений Ивенец, Киевец и других в Литве. Имел братьев: Богдана Андреевича († до 1500), оставивший ему в наследство вотчины отца и Николая Андреевича, упомянутого (1506-1524), умершего († до 1527).

## Биография
Впервые упомянут, когда король Сигизмунд I Старый утвердил за ним имения завещанные ему братом Богданом (1500). Наместник (1502-1507) и воевода Смоленский (с 1514). Осаждённый в Смоленске войсками великого князя московского Василия III Ивановича, храбро защищал город, но вынужден был сдаться (31 июля 1514), за что был отпущен в Литву, отвергнув предложение Василия III Ивановича вступить в его службу. Возвратился на родину, обвинён в измене и казнён († 1514). 

## Семья
Жена: княжна Людмила Петровна (Петьковна) Свирская.
Дети:
- Соллогуб Николай Юрьевич — упомянут (1528), умер († до 1533), женат на Ганне Яковлевне Волчкевич.
- Соллогуб Станислав Юрьевич — упомянут (1528).
- Соллогуб Войцех (Адальберт) Юрьевич — упомянут (1528).

Все три брата должны были поставить на королевскую службу 41 конного человека (1528). 